# Loch Nedd
Loch Nedd is een klein sealoch verbonden met de zee bij de plaats Nedd in het noorden van het graafschap Sutherland in Schotland.
Het loch ligt ongeveer 1,5 km van Drumbeg. Nedd betekent hoogstwaarschijnlijk nest omdat de plaats en het loch beschutting bood en nog altijd biedt voor vissers en hun boten.

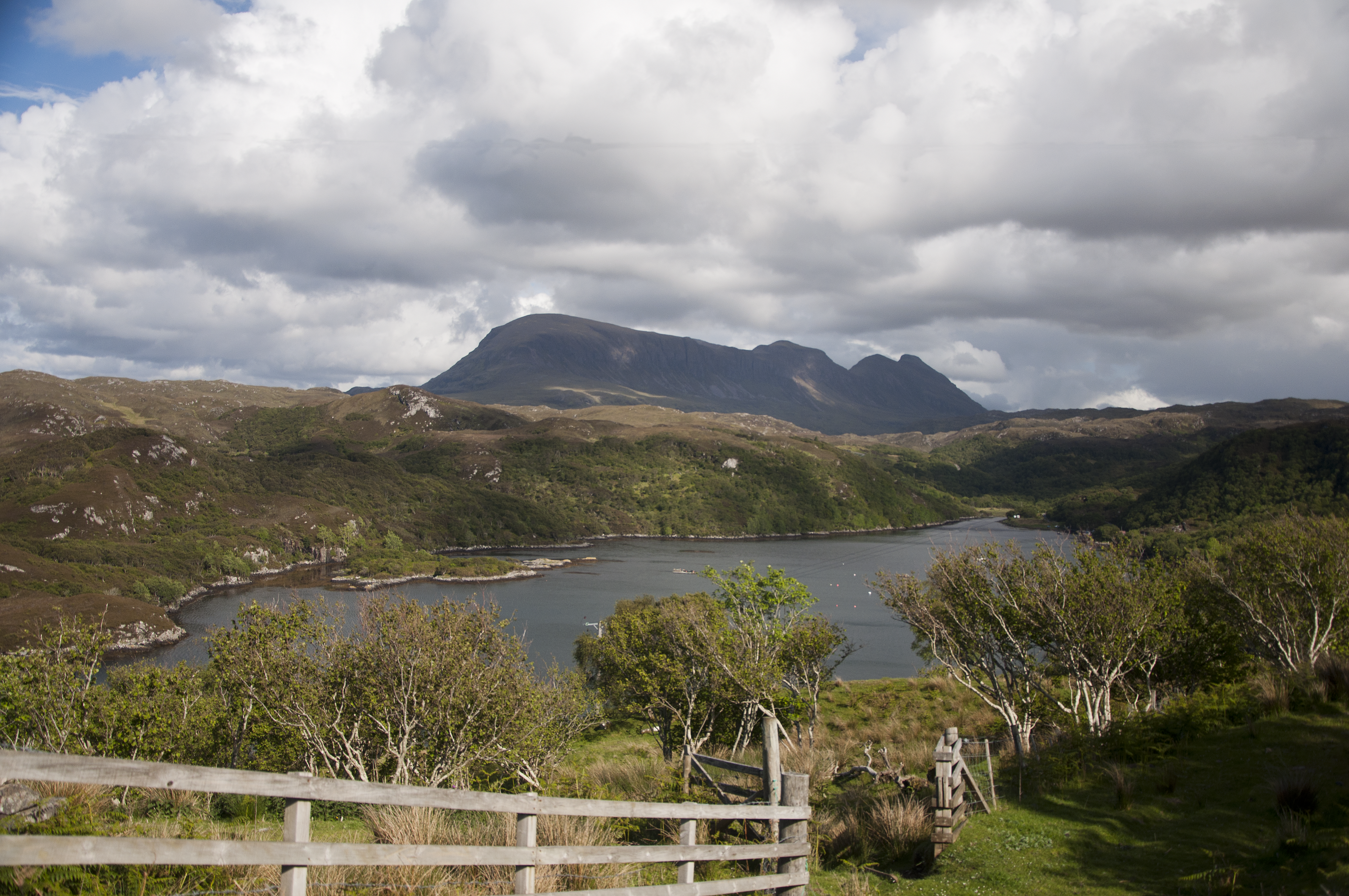
Loch Nedd met op de achtergrond Quinag
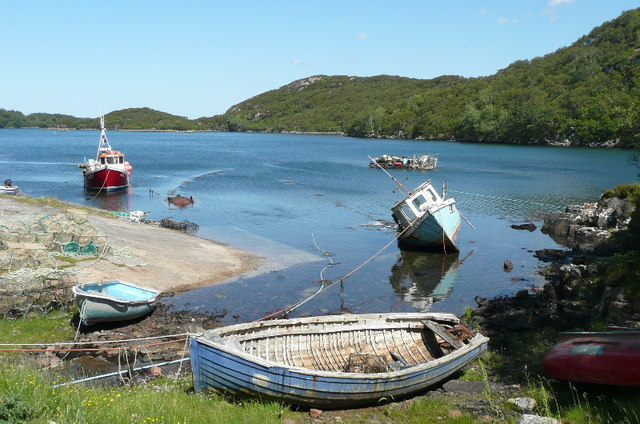
Vissersboten in Loch Nedd